# Kamenec (Liberk)
Kamenec (deutsch Raßdorf, auch Rassdorf) ist eine Ansiedlung der Gemeinde Liberk in Tschechien. Sie liegt drei  Kilometer nördlich von Zdobnice auf der Gemarkung Velký Uhřínov und gehört zum Okres Rychnov nad Kněžnou.

## Geographie
Kamenec erstreckt sich am südlichen Fuße des Adlergebirgskammes in den Tälern der Zdobnice (Haberbach) und eines linksseitigen Zuflusses. Durch den Ort verläuft die Straße II/310 zwischen Deštné v Orlických horách und Zdobnice. Nördlich erheben sich die Maruša (Maruscha, 1042 m n.m.) und die Jelenka (Lotzenberg, 1083 m n.m.), im Nordosten die Koruna (Kreiselberg, 1101 m n.m.) und der Vapenný vrch (952 m n.m.), östlich die Homole (1001 m n.m.), der Srázný (863 m n.m.) und der Tetřevec (Johnskuppe, 1043 m n.m.), im Südosten der U Kunštátské kaple (Kronstädter Kapellenberg, 1041 m n.m.) und der Zakletý (Reiterkoppe, 991 m n.m.), südwestlich der Pláň (873 m n.m.) und im Nordwesten der Lubný (Karlslehne, 956 m n.m.).
Nachbarorte sind Luisino Údolí und die Wüstung Anenská Huť im Norden, Trčkov,
Bedřichovka, Zelenka und Jadrná im Nordosten, Kunštát und Mostowice im Osten, Černá Voda und Čertův Důl im Südosten, Zdobnička, Zdobnická Seč und Kačerov im Süden, Polanka und Velký Uhřínov im Südwesten, Podolí und Zámeček im Westen sowie Hutě, Zálesí und Jedlová v Orlických horách im Nordwesten.

## Geschichte
Raßdorf wurde durch die Besitzer der Herrschaft Solnitz am Fahrweg von Stiebnitz nach Kerndorf im Haberbachtal als Holzfällersiedlung angelegt. Im Jahre 1836 bestand das im Königgrätzer Kreis gelegene Dorf Raßdorf bzw. Rastdorf aus 19 Häusern, in denen 120 überwiegend deutschsprachige Personen lebten. Im Ort gab es ein Wirtshaus, eine Mühle mit Brettsäge sowie einen herrschaftlichen Kalksteinbruch. Pfarrort war Groß-Auřim. Bis zur Mitte des 19. Jahrhunderts blieb das Dorf der Allodialherrschaft Solnitz untertänig.
Nach der Aufhebung der Patrimonialherrschaften bildete Raßdorf ab 1849 einen Ortsteil der Gemeinde Groß Aurim im Gerichtsbezirk Reichenau. Ab 1868 gehörte das Dorf zum Bezirk Senftenberg, 1869 wurde es dem Gerichtsbezirk Rokitnitz zugeordnet. Im Jahre 1890 lebten in den 25 Häusern von Raßdorf 135 Menschen. Haupterwerbsquelle der Bewohner war die Holzschlägerei für den Bedarf der Glashütte Annahütte, daneben wurden in den rauen Wintern Furnierschachteln für Arzneien gefertigt. Der Kalkofen wurde um 1910 stillgelegt. 1921 war Raßdorf auf 30 Häuser angewachsen und hatte 112 Einwohner. In der Zwischenkriegszeit gab es in dem Ort eine Kapelle, die Freiwillige Feuerwehr, eine einklassige Volksschule und eine Mühle. Die weitere Mühle, die Hakamühle, war zu einem Gasthaus umgenutzt worden. 1935 erfolgte die Betriebseinstellung des Kalksteinbruches am Vapenný vrch. Nach dem Münchner Abkommen wurde das Dorf Ende 1938 dem Deutschen Reich zugeschlagen und gehörte bis 1945 zum deutschen Landkreis Grulich. Ab 1938 erfolgte der Bau der Bergstraße von Stiebnitz über Raßdorf nach Kerndorf. 1939 lebten in den 25 Häusern von Raßdorf 106 Menschen. Der volkstümlich Hackadorf genannte Ort umfasste eine Fläche von 70 ha und gliederte sich in drei Teile; das Oberdorf und das Niederdorf erstreckten sich zwischen der Karlslehne und dem Steingipfel am Haberbach, die Kleine Seite im Seitental.
Nach dem Ende des Zweiten Weltkrieges kam das Dorf zur Tschechoslowakei zurück und wurde 1947 in Kamenec umbenannt. Die deutschen Einwohner wurden vertrieben, eine Wiederbesiedlung erfolgte nicht. 1949 wurde Kamenec zusammen mit Velký Uhřínov nach Uhřínov pod Deštnou eingemeindet und dem Okres Rychnov nad Kněžnou zugeordnet. In den 1950er Jahren entstand in Kamenec ein Sommerlager der Pionierorganisation. Erst in den 1960er Jahren wurde Kamenec an das Elektrizitätsnetz angeschlossen. In den Jahren 1962–1965 wurde im Zuge der Aufsuchung von Erzlagerstätten im Adlergebirge vom Südhang des Ostroh (863 m n.m.) bei Čertův Důl ein Erkundungsstolln nach Norden vorgetrieben. Nachdem mit dem Stolln auf 2,7 km Länge keine abbauwürdigen Erzgänge angefahren wurden, wurde er 1965 stillgelegt und sein Mundloch zugeschüttet. Zu Beginn des Jahres 1981 erfolgte die Eingemeindung nach Liberk, zugleich verlor Kamenec den Status eines Ortsteiles.
Von der ursprünglichen Bebauung des Dorfes sind nur noch sechs Häuser erhalten. Kamenec ist heute ein Erholungsort mit einem Sommerlager der Náchoder Pioniere und einem Schneepark.

## Sehenswürdigkeiten
- Einige Häuser in Volksbauweise
- Reste des Kalkofens aus der zweiten Hälfte des 19. Jahrhunderts
- Sechs durch Frostverwitterung entstandene Graphitglimmerschieferblöcke, sie zählen zu den größten Felsformationen des felsarmen Adlergebirges. Der bekannteste Felsblock, die Sphinx (Sfinga), ist seit 1985 als Naturdenkmal geschützt.